# Museum Mile
Pour les articles homonymes, voir Museum Mile (homonymie).
Museum Mile est le nom d’une section de la Cinquième Avenue allant de la 82e à la 110e rue de l’Upper East Side dans une zone parfois appelée Upper Carnegie Hill.

## Description

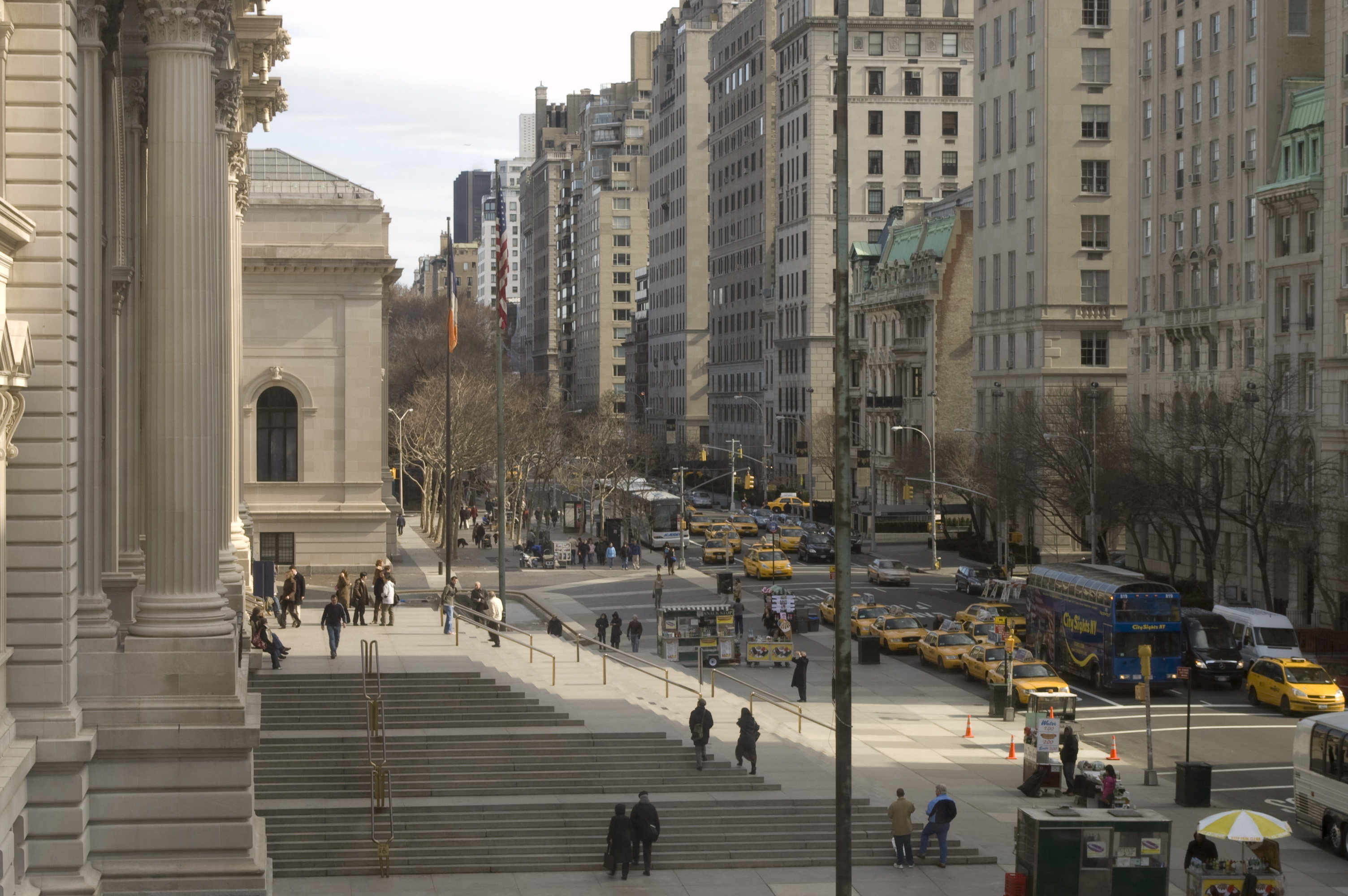
L'entrée principale du Met donne sur la Cinquième Avenue.

Le Mile, qui contient l’une des plus grandes concentrations d'institutions culturelles au monde, est en fait étalé sur trois blocs de plus d’un mile de longueur (1,6 km). Une dizaine de musées renommés occupent la longueur de cette section de la Cinquième Avenue.
En plus d’autres programmes, les musées collaborent chaque année au Museum Mile Festival afin de promouvoir les musées et d’augmenter leur fréquentation. Le Museum Mile Festival a traditionnellement lieu ici le deuxième mardi de juin de 18h à 21h. Il a été créé en 1979 par la directrice de musée Lisa Taylor pour sensibiliser le public à ses institutions membres et promouvoir le soutien du public aux arts à New York. Les musées sont ouverts gratuitement ce soir-là au public, et la Cinquième Avenue est bloquée à la circulation, transformant le Mile en zone piétonne. Les musées proposent aux visiteurs un programme musical, des expositions supplémentaires et des animations pour enfants.
Les musées sur le mile sont :
- 110th Street – The Africa Center
- 105ème rue – El Museo del Barrio
- 103rd Street – Musée de la ville de New York
- 92nd Street – Le Musée Juif
- 91st Street – Cooper Hewitt, Smithsonian Design Museum (qui fait partie de la Smithsonian Institution))
- 89th Street – Académie américaine des beaux-arts
- 88e rue – Musée Solomon R. Guggenheim
- 86th Street – Neue Galerie New York
- 83th Street – Maison de Goethe (en)
- 82nd Street – Le Metropolitan Museum of Art
- 70th Street – The Frick Collection

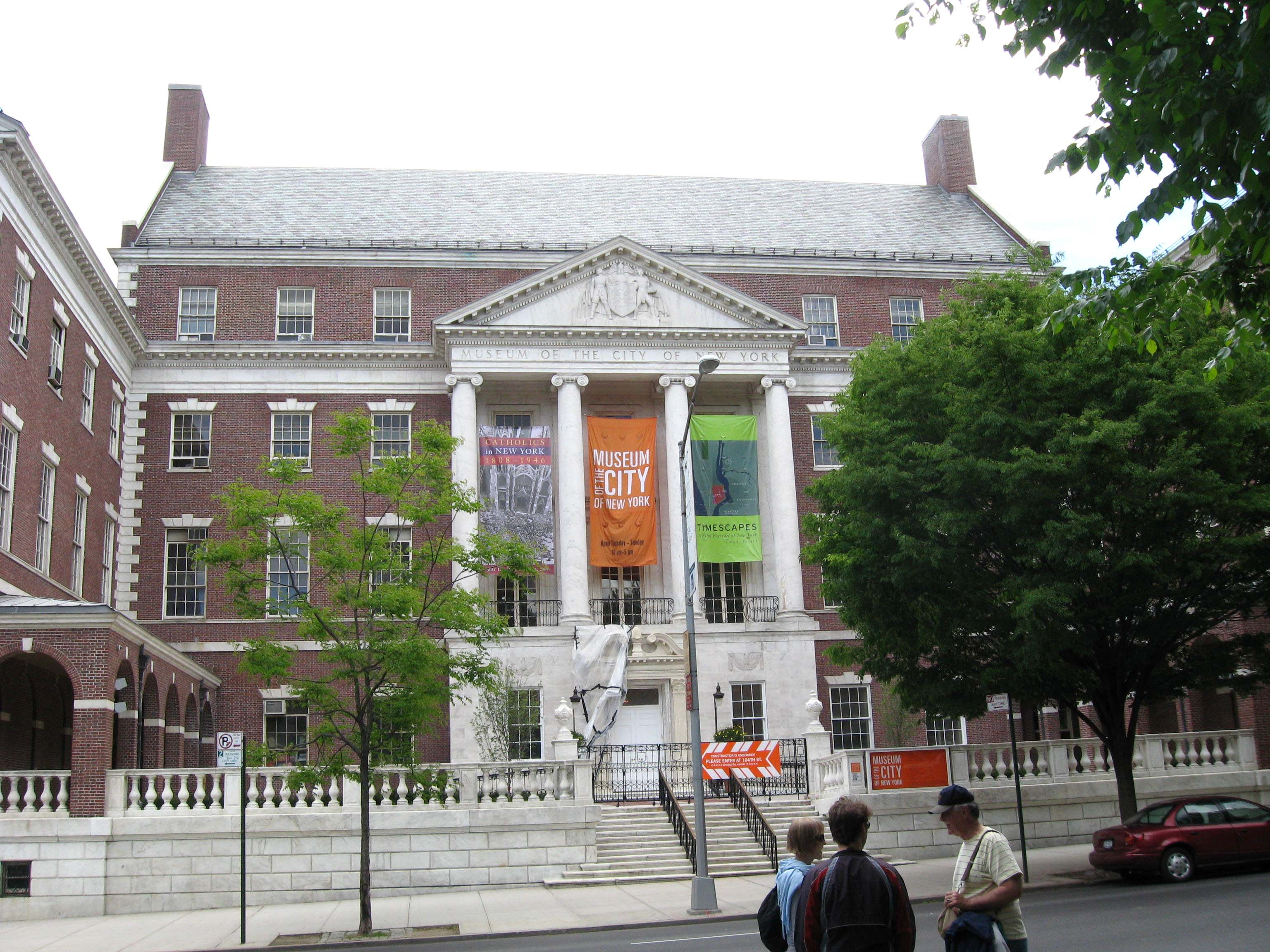
Musée de la ville de New York
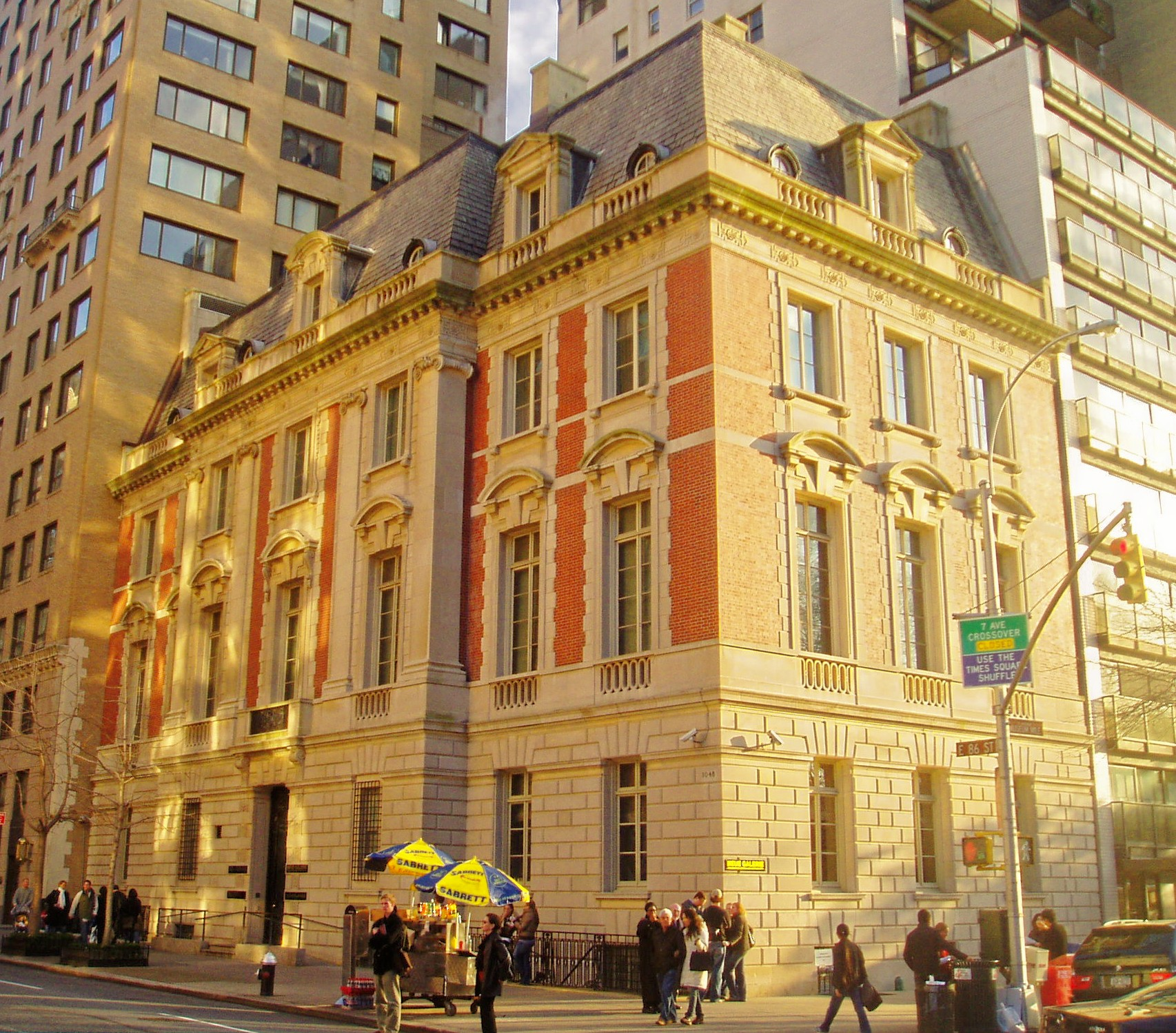
Neue Galerie
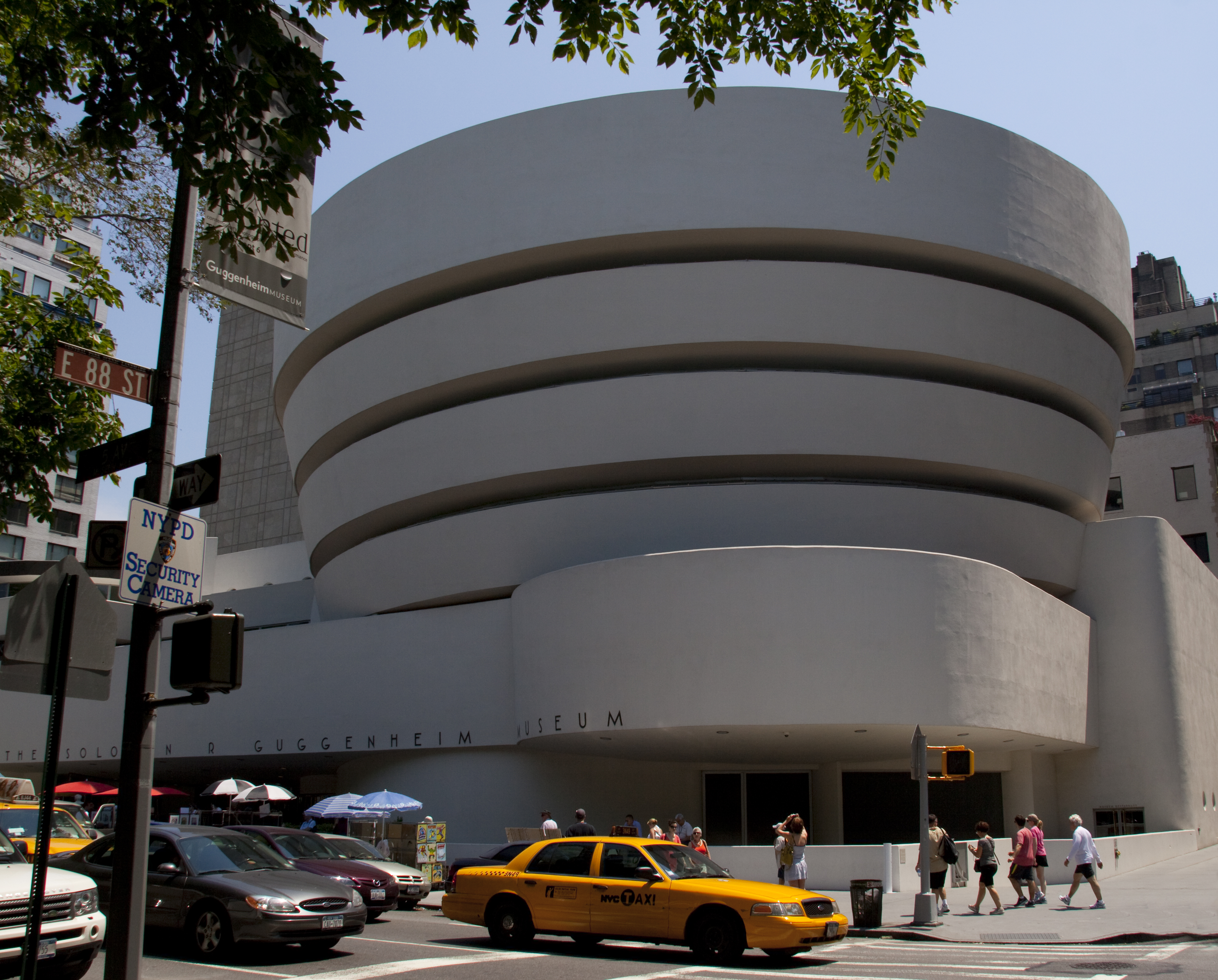
Musée Guggenheim
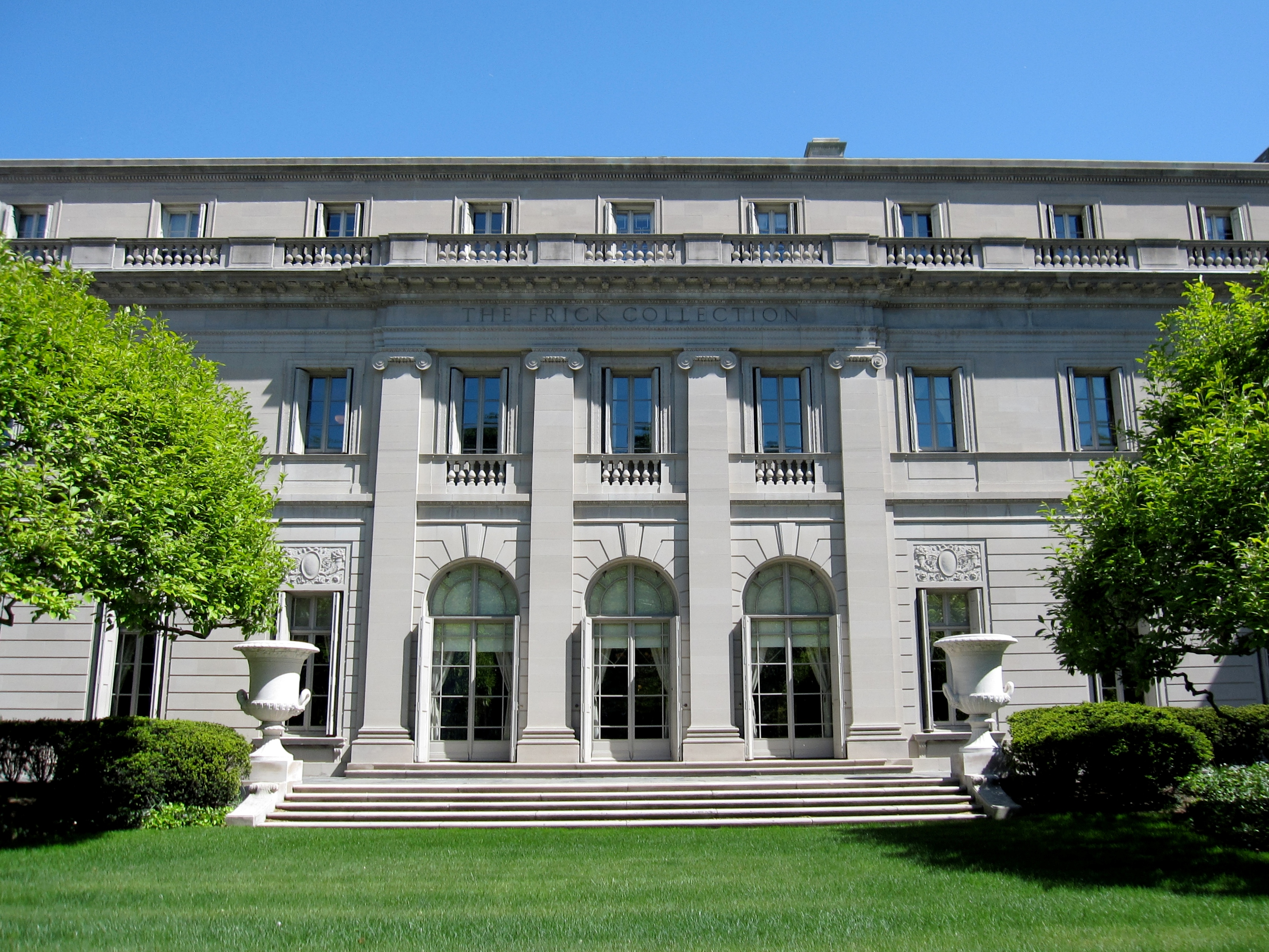
The Frick Collection